# Alonei Yitzhak
El pueblo juvenil Alonei Yitzhak (en hebreo: אלוני יצחק) es una villa juvenil que está situada al norte de Israel. Se encuentra cerca de Binyamina, está bajo la jurisdicción del Concejo Regional Menashe. En 2015 tenía una población de 294 habitantes.

## Historia
El pueblo fue establecido en 1948 por Yehiel Harif, para acoger a los niños que habían sobrevivido al Holocausto. El pueblo fue denominado en honor de Yitzhak Gruenbaum. Actualmente, el pueblo es un internado que acoge 465 niños (305 residentes, 160 estudiantes) del séptimo al duodécimo grado.

## Reserva natural de Alonei Yitzhak
Hay una reserva natural de 31 hectáreas al lugar donde se encuentra el pueblo. La reserva fue declarada en 1969.
La flora del parque consiste principalmente en árboles viejos de roble de Valonia (Quercus macrolepis), que están muy cerca de la aldea juvenil. La otra flora del bosque de robles incluye las siguientes especies; Cyclamen persicum, Calicotome villosa, Drimia maritima, y Asphodelus ramosus, entre otros.>